# 江村親家
江村 親家（えむら ちかいえ）は、戦国時代から安土桃山時代にかけての武将。長宗我部氏の家臣。

## 略歴
吉田重俊の子として誕生。同じ長宗我部家臣であった江村親政の養子となった。
父・重俊と同様に備後を名乗ったため、区別のために小備後と呼ばれる。長宗我部氏の土佐国平定に他の吉田一族と同様に尽力した。土佐山田氏との戦いでも主力として活躍する。山田氏の雪ヶ峰城攻防戦では、山田長秀を一騎討ちにて倒す。
永禄9年（1566年）、伊予国三間郷を来島氏や平岡氏に攻められた一条康定の要請を受けた元親の命で救援に赴いている。同永禄11年（1568年）、土佐一条氏の西園寺実充攻めにも援軍として加わり、一条氏より鎧と太刀を拝領する。一条兼定から「汝が勇は篠塚重広にも勝る」と賞された。
家老職も務めたが、天正年間に病死した。